# Кайзер, Райнхард
Райнхард Кайзер (нем. Reinhard Keiser; 1673—1739) — немецкий композитор.

## Биография
Райнхард Кайзер родился 9 января 1674 года в Тойхерне. Образование получил в лейпцигской школе Святого Фомы, ученик Иоганна Шелле.
В 1692 году Кайзер написал музыку к пасторали «Исмена», в 1694 году поставил в Гамбурге оперу «Bassilius». В 1704 году он сочиняет одну из первых протестантских страстных ораторий «Истекающий кровью и умирающий Иисус» (нем. Der blutige und sterbende Jesus) на слова известного поэта и писателя Кристиана Фридриха Хунольда. В течение 40 лет Кайзер написал для гамбургской сцены около 116 опер. В 1729—1730 годах был в России и получил поручение ехать в Италию для подбора в Россию певцов и инструменталистов, но затем отказался от этой миссии. В 1734 году Кайзером была написана последняя его опера «Цирцея». Написал также много духовных сочинений, ораторий, мадригалов и др.
Хассе сравнивал Кайзера по таланту с Алессандро Скарлатти.
В 2000 году оркестр «Берлинская Академия старинной музыки» под управлением Рене Якобса исполнил и записал оперу Кайзера «Крёз» (1710) с солистами Вернером Гюрой, Романом Трекелем, Доротеей Рёшман и др.